# Rossella Falk
Pour les articles homonymes, voir Falk.
Rossella Falk, née Rosa Antonia Falzacappa le 10 novembre 1926 à Rome et morte le 5 mai 2013 dans la même ville, est une actrice italienne.

## Biographie
Rosa Antonia Falzacappa naît à Rome en 1926. Elle sort diplômée de l'Académie nationale d'art dramatique en 1948, quelques mois seulement après avoir été élue meilleure nouvelle actrice au festival mondial de la jeunesse et des étudiants de Prague. En 1951, elle entame une longue et fructueuse collaboration avec le réalisateur Luchino Visconti et obtient le rôle de Stella dans une adaptation de la pièce de théâtre Un tramway nommé Désir de Tennessee Williams.
En 1954, après avoir travaillé au Piccolo Teatro di Milano, sous la direction de Giorgio Strehler dans la romance La mascherata, elle collabore avec Giorgio De Lullo, Anna Maria Guarnieri, Romolo Valli et Umberto Orsini, dans La compagnia dei giovani, où elle gagne en notoriété. Elle quitte la troupe de comédiens dans les années 1970 et apparaît dans des productions des metteurs en scène Franco Zeffirelli, Gabriele Lavia, Orazio Costa, Giancarlo Cobelli et Giuseppe Patroni Griffi, privilégiant sa carrière théâtrale au profit de sa carrière cinématographique.
Pour la télévision, elle joue néanmoins dans plusieurs téléfilms et tient l'un des rôles principal dans la mini-série Il segno del comando de Daniele D'Anza. Moins connue sur le grand écran, elle interprète tout de même quelques rôles marquants dans les comédies dramatiques 8½ de Federico Fellini en 1963 et Le Démon des femmes de Robert Aldrich en 1968 ainsi que dans le thriller fantastique Journée noire pour un bélier de Luigi Bazzoni en 1971.
De 1981 à 1997, elle est la directrice artistique du Teatro Eliseo de Rome, avec Giuseppe Battista et Umberto Orsini. En  1994, elle y crée et met en scène Le Boomerang ou la Libératrice de Bernard Da Costa, qu'elle joue avec Fabio Poggiali.
Elle meurt à Rome le 5 mai 2013 à l'âge de 86 ans.

## Filmographie

### Au cinéma
- 1948 : Guarany de Riccardo Freda
- 1953 : Femmes damnées (Donne proibite) de Giuseppe Amato
- 1960 : Vent du sud (Vento del Sud) d'Enzo Provenzale
- 1964 : Huit et demi (Otto e mezzo) de Federico Fellini : Rossella
- 1965 : À l'italienne (Made in Italy) de Nanni Loy
- 1966 : Modesty Blaise de Joseph Losey
- 1968 : Più tardi Claire, più tardi... de Brunello Rondi
- 1968 : Le Démon des femmes (The Legend of Lylah Clare) de Robert Aldrich :  Rossella
- 1970 : Alba pagana d'Ugo Liberatore
- 1971 : La Tarentule au ventre noir (La tarantola dal ventre nero) de Paolo Cavara
- 1971 : Journée noire pour un bélier (Giornata nera per l'ariete) de Luigi Bazzoni : Sophia Bini
- 1972 : Le Tueur à l'orchidée (Sette orchidee macchiate di rosso) d'Umberto Lenzi
- 1972 : Dernier appel (L'assassino... è al telefono) d'Alberto De Martino
- 1988 : I giorni del commissario Ambrosio de Sergio Corbucci
- 1995 : Storie d'amore con i crampi (it) de Pino Quartullo
- 2001 : Le Sang des innocents (Non ho sonno) de Dario Argento

### À la télévision

#### Téléfilms
- 1961 : Le donne di buon umore de Giorgio De Lullo
- 1965 : Il Successo de Giorgio De Lullo
- 1965 : Sei personaggi in cerca d'autore de Giorgio De Lullo
- 1970 : L'amica delle mogli de Giorgio De Lullo
- 1971 : La signora dalle camelie de Vittorio Cottafavi
- 1974 : Così è (se vi pare) de Sandro Bolchi
- 1986 : La porta chiusa d'Edmo Fenoglio
- 1991 : Uno sguardo dal ponte de Luciano Odorisio
- 2004 : Madame de Salvatore Samperi

#### Séries télévisées
- 1971 : Il segno del comando (mini-série, 5 épisodes) de Daniele D'Anza

## Distinctions
- 1948 : meilleure nouvelle actrice au festival mondial de la jeunesse et des étudiants de Prague.
- 1964 : Prix San Genesio (it) de la meilleure actrice.